# Gustavo Mac Lennan
Gustavo Mac Lennan (Lanús, Provincia de Buenos Aires, 19 de diciembre de 1941 - Lima, 27 de diciembre de 2017) fue actor y periodista argentino de amplia trayectoria en Perú y Argentina.

## Biografía
Desde 1961, miembro fundador del Teatro de la Peste, uno de los primeros grupos de teatro de vanguardia de América Latina en el año 1964. Ese mismo año participó en la obra No hay piedad para Hamlet.  
En 1967, participó en primer Festival de Teatro de Vanguardia de Latinoamérica en Lima. Estudió con Lee Strasberg en el año 1970. Se estableció en Lima, Perú hasta 1992, año en que regresó a Buenos Aires, Argentina.  
En 2007, regresó a Perú donde retomó su carrera en teatro y televisión. Entre otros Premios, galardonado con el Premio CIRCE a Mejor Actor de Teatro en 1987 y 1990. 
Con Luz Freire tuvo una hija (la actriz Camila Mac Lennan Freire). Con Sofia Krautstofl tuvo un hijo Laureano Rapoport Krautstofl. Luego tuvo como pareja a la actriz Cecilia Tosso.
Falleció en Lima el 27 de diciembre de 2017. Sus restos velados en la Sala Paracas del Museo Nacional.

## Teatro
En Argentina:
- El aniversario y El oso de Antón Chéjov (1962).
- No hay piedad para Hamlet de Mario Trejo con dirección de Alberto Cousté (1965).
- Artaud 66, Una antología del Teatro de la Crueldad (incluyó Los Cenci de Antonin Artaud; Severa vigilancia de Jean Genet;Hamlet de Ch. Marowitz   ). Instituto Di Tella (1966).
- Masada de A. Pérez Pardella (1996).
- Los mirasoles de J. Sánchez Gardel (1997).
- Homenaje al Circo Criollo de J. Sánchez Gardel (1997).
- El debut de la piba (1997).
- Entre bueyes no hay cornadas (1997).
- La ley de Wimpi de D. Pérez Guerrero (1998).
- Tobogán, una historia de caída de Daniel Valenzuela (2000).
- Cuando te mueras del todo (2005).
- Espacio vital (2006).

En Perú:
- El mueble de Jean Tardieu (1966).
- Luv de Murray Schisgall (1967).
- Leoncio y Lena de Georg Büchner (1967).
- La libélula (1981).
- 40 Kilates de Barilet y Gredy (1982).
- Nacida ayer de Garson Kanin (1983).
- Tal para cual (1983).
- Siempre hay una segunda vez (1984).
- Flor de cactus (1985).
- Quién es quién (1986).
- Hello, Dolly! (1987).
- La pernacchia de Darío Fo (1989).
- Así bailaron (1990).
- No te tires del balcón, Julieta (1990).
- Chismes (1991).
- Aprobado en castidad (1992).
- Vidas privadas de Noël Coward con Osvaldo Cattone (1992).
- La alondra de Jean Anouilh de Jorge Sarmiento (2017).

## Televisión
En Perú:
- Todo un hombre (1981).
- La pensión (1982).
- Matrimonios y algo más (1983).
- Carmín (1984).
- En familia (1985).
- Gamboa (1986).
- Los Pérez Gil (1986).
- Hombre de ley (1987).
- Tardes de cine (1990).
- Velo negro, velo blanco (1991).
- Yo no me llamo Natacha (2011) como don Benigno.
- Yo no me llamo Natacha (segunda temporada) (2011 - 2012) como don Benigno.
- Solamente milagros (2012) como Don Anselmo. Episodio: "El abuelo".
- Al fondo hay sitio (2012) como Don Vittorio Maldini (Participación especial).
- La Tayson, corazón rebelde (2012) como don Pepe (Participación especial).
- La faraona (2012) como Emiliano.
- Solamente milagros (2013) como señor Marcial. Episodio: "Memoria de papá".
- Guerreros de arena (2013) como Juanito.
- Derecho de familia (2013) como Ruperto. Episodios: "Derecho a la salud" y "Derecho a tener fe... pero con obras".
- Vacaciones en Grecia (2013) como Martín Berkinson-Mayer señor.
- El regreso de Lucas (2016 - 2017) como Manuel Ayala.
- De vuelta al barrio (2017) como don Maximiliano Ugarte (Participación especial).

En Argentina:
- Montaña rusa (1994 - 1995) como Escribano.
- Los Roldán (2005) como empresario estadounidense / Juez del matrimonio.
- Floricienta (2005) como Juez.

## Cine
- Avisa a los compañeros (1979) de Felipe Degregori.
- Misión en los Andes (1987) de Luis Llosa Urquidi.
- Ay, Juancito (2004) como General Acevedo. Dirigido por Héctor Olivera.
- Informe nocturno (2005)
- El pasado de Héctor Babenco (2007).
- Gloria del Pacífico (2014) como el general Manuel Baquedano.

## Documental
- Documental 50 años del MMM (2013) de Bethel Televisión